# Studie II
Studie II — електронний музичний твір Карлгайнца Штокгаузена, який разом із Studie I складає № 3 каталогу творів композитора. Studie II композитор реалізував у студії електронної музики при Західнонімецькому радіо в Кельні в 1954 р. Вперше публічно твір зазвучав на дебютному концерті електронної музики 11 жовтня 1954 р. в Кельні в концертному залі Західнонімецького радіо.
Загальна тривалість звучання Studie II становить 3 хв. 20 с. Цей твір є також першим електронним музичним твором, до якого опублікували партитуру.

## Естетична концепція
Як і попередній електронний твір Штокгаузена, Studie I, Studie II є твором-експериментом, твором-спробою в опануванні методу в електронній музиці, пов'язаного з синтезуванням звуків на основі простих тонів. Основною ідеєю у випадку обох творів було компонувати музичний твір разом із самим тембром, не використовуючи готових електронних тембрів (напр. траутоніума).
Теоретично, будь-який звук можна синтезувати з допомогою поєднань періодичних коливань (чистих тонів) в різних конфігураціях (техніка, пов'язана із цим, має назву перетворення Фур'є). На цьому засновані багато сучасних цифрових звукових технологій.
Натомість, в студії електронної музики 50-х років техніка накладала певні практичні обмеження на те, яких комбінацій можна було досягнути. Обидві «Studie» є експериментом з компонування цілої музичної композиції лише на основі поєднань чистих тонів між собою, спираючись на тодішні технічні можливості електронної музики.
Studie II, при тому, має деякі суттєві відмінності від Studie I. Насамперед, дослідники зазначають, що в цьому творі композитор пильніше ставився до безпосереднього звукового результату, який він бажав отримати. Це спонукало його дещо спростити серіальну систему порівняно з попереднім твором, а також, що особливо важливо, в певних місцях узагалі відхилятись від обраного серіального плану й регулювати звукові події безпосередньо.
Ще однією цікавою особливістю Studie II є наявність принципу контрасту (між 5-ма частинами твору), який свідчить про те, що творчий метод Штокгаузена не був повністю ізольований від традиційних категорій музичної естетики.

## Звуковий матеріал
Як і в Studie I, основним джерелом звуку в цьому творі є генератори синусоїдних коливань. Проте, на відміну від методу, застосованого в попередньому творі — накладання синусоїдних коливань одне на одне через переписування сигналів з плівки на плівку, в Studie II Штокгаузен застосовує інший, доволі винахідливий метод.
Річ у тім, що композитор був зацікавлений в можливостях субтрактивного синтезу — методу генерування періодичних коливань, заснованого на пропусканні білого шуму через частотні фільтри. Проте, як він сам зазначає, «через брак достатнього набору систем фільтрування, було застосовано спеціальну процедуру, <…> [яка] дозволила включити в композицію шумовий спектр».
Ця процедура виглядає таким чином: композитор програє окремі синусоїдні тони в ревербераційній камері, і використовує їхній спільний час реверберації як результат змішування цих тонів. Звідси й специфічний характер звучання твору з притаманною «металевою» барвою.

## Будова твору
Studie II є серіалістичною музичною композицією. Важливе значення в структурі Studie II відіграє число 5. Твір складається з п'яти частин, кожна з яких містить 5 уривків по 5 груп із 5 мікстур тонів по 5 тонів у кожній (таким чином маємо 5-рівневу ієрархію форми твору). Число 5 також відіграє важливу роль у формуванні частотної шкали твору та шкали тривалостей, використаної у творі.
Між частинами є різниця в характері організації звукових подій. Частини мають такі риси:
| № частини | характеристики                                                                         |
| --------- | -------------------------------------------------------------------------------------- |
| I         | Мікстури тонів викладені послідовно, переважають довгі тривалості (порівняно до пауз); |
| II        | Поєднання мікстур тонів у акорди, тривалості є коротшими                               |
| III       | Мікстури тонів викладені послідовно, «стакатна» фактура                                |
| IV        | Поєднання мікстур тонів у акорди, довгі тривалості, довгі паузи                        |
| V         | Частина поєднує різні риси попередніх частин.                                          |

При тому варто зазначити, що попри струнку серіальну систему твору, кінцева реалізація твору, яку зробив композитор, містить деякі відхилення від структури. Однією причиною цих відхилень є кілька помилок при обчисленні усіх параметрів композиції на основі початкових серій, проте такі відхилення є незначними.
Проте окрім дрібних помилок при обчисленні, припускають, що композитор робив також свідомі корекції звукових результатів відносно до запланованої структури: в деяких місцях він змінив одну мікстуру на іншу, в інших — вилучив мікстуру, дуже подібну до попередньої (очевидно, для уникнення відчуття повторення), також регулював нагромадження звуків.
Окрім того, якщо в першій по четверту частини твору такі зміни є спорадичними, то в п'ятій частині вони є доволі суттєвими, і робочі нотатки Штокгаузена щодо цієї частини дозволяють припустити, що він свідомо редагував структуру цієї частини задля отримання бажаного звукового результату.
Врешті, не всі аспекти серіальної структури твору піддаються аналізу, тому, наприклад, метод впорядкування динамічних обвідних для мікстур тонів залишаються не повністю з'ясованим. 

### Шкали

#### Висота звуків

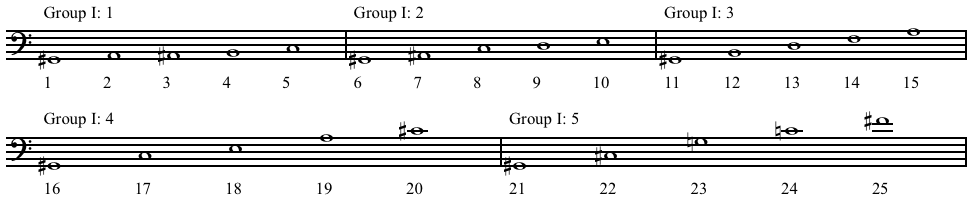
Elektronische Studie II: 5 мікстур тонів, що складають 1 групу (Maconie 2005, 134).

Studie II має свою систему організації звуковисотної палітри, у якій інтервал, який відповідає двом октавам і великій терції в традиційному рівномірному темперованому строї (тобто інтервал у 28 півтонів), ділиться, натомість, на 25 рівномірних ступенів, тим самим уникаючи застосування октави.
Частотний діапазон твору організовано від частоти 100 Гц угору геометричною прогресією із кроком, вираженим пропорцією {\displaystyle {\sqrt[{25}]{5}}}, тобто 1.06649494221, в той час як 12-ступенева рівномірна темперація на основі октави має крок у {\displaystyle {\sqrt[{12}]{2}}} (1.05946309436). Таким чином крок системи темперації, яку Штокгаузен обрав для Studie II, є на 11.452628 центів ширшим за традиційний півтон. Штокгаузен обмежується 81-м ступенем угору від 100 Гц, таким чином найвищий тон у Studie II має частоту 17200 Гц.
Основною звуковою одиницею твору є мікстура тонів (Tongemisch), яка складається завжди з 5 простих тонів (в Studie I ця кількість була змінною), які розташовані один від одного на відстані від 1-го до 5-ти ступенів обраного ладу.

#### Тривалість
Довжини мікстур теж організовано з допомогою рівномірної шкали, в цьому випадку — довжин плівки, починаючи від 2.5 см і рухаючись вгору геометричною прогресією із тим самим коефіцієнтом: {\displaystyle {\sqrt[{25}]{5}}}. Ця шкала охоплює 61 ступінь. Швидкість плівки, на якій композитор реалізовував свій твір, становила 76.2 см на секунду.

#### Гучність
Діапазон гучностей Studie II організовано в шкалі між 0 дб та −30 дб. Крок цієї шкали дорівнює 1 дб, але при тому ця шкала має цікаву особливість — Штокгаузен повторює кожне значення, окрім 0 дб, двічі, тим самим роблячи кількість значень гучностей та тривалостей ідентичною — 61. Отже, набір значень гучності має такий вигляд: 0 дб, −1 дб, −2 дб, …, −30 дб, −29 дб, …, −1 дб, 0 дб. 

### Основна серія
Набори елементів, описані вище, організовано в часі згідно з такою серією:
| 3 5 1 4 2 | (основна серія) |

Шляхом пермутації формуються 10 груп похідних серій, по 5 серій у кожній. Принципи пермутації відрізняються між групами. Перша група, приміром, має такий вигляд:
| 3 | 5 | 1 | 4 | 2 |
| 5 | 2 | 3 | 1 | 4 |
| 1 | 3 | 4 | 2 | 5 |
| 4 | 1 | 2 | 5 | 3 |
| 2 | 4 | 5 | 3 | 1 |

Групи № 2—5 (включно) мають інший принцип пермутації, ніж група № 1; групи № 6—10 є вертикальним віддзеркаленням перших п'яти (тобто перша серія в групі № 6 має такий вигляд: 3 1 5 2 4).

### Організація параметрів

#### Послідовність мікстур тонів
На основі палітри частот, описаної вище, композитор формує набір тонів, на яких можуть будуватись мікстури. Найвищою частотою-основою для мікстури є частота 4760 Гц, а діапазон, в якому можуть бути розташовані основні тони мікстур охоплює 61 ступінь (тобто стільки ж, скільки обсяг значень гучності й тривалості).
Частоти, на яких можуть будуватись мікстури, об'єднуються в блоки по 5 частот, сформованих за тим же принципом, що й самі мікстури: 5 частот з інтервалом від 1 до 5 ступенів. Ці блоки об'єднуються в групи по 5 блоків, де перший має «крок» між частотами, які його складають, що дорівнює 1 ступеню обраного ладу (тобто частотної шкали), другого — 2 ступеням, третього — 3 і т. д. Кожен з блоків в межах групи будується на тій самій основній частоті. Таким чином перша група має такі частоти:
| № блоку | Частоти (Гц)            |
| ------- | ----------------------- |
| 1       | 100, 107, 114, 121, 129 |
| 2       | 100, 114, 129, 147, 167 |
| 3       | 100, 121, 147, 178, 217 |
| 4       | 100, 129, 167, 217, 280 |
| 5       | 100, 138, 190, 263, 362 |

Ці частоти отримані таким чином, що друга частота блоку № 2 дорівнює {\displaystyle 100*{\sqrt[{25}]{5}}=106.649494221\approx 107}, а друга частота другого блоку: {\displaystyle 100*{\sqrt[{25}]{5}}^{2}=113.741146176\approx 114}.
Усіх груп є 9 із такими основними (початковими) частотами відповідно: 100, 138, 190, 263, 362, 500, 690, 952, 1310 Гц. Отже, частотний матеріал твору має вигляд ієрархічного набору значень, де частоти об'єднуються в блоки по 5 частот, а ті, далі — в групи по 5 блоків. Далі композитор використовує цю структуру для побудови мікстур в творі на основі серій.
Послідовність мікстур у Studie II регулюється спів-дією п'яти серій. Основою вибору мікстури стає ієрархічний набір тонів та мікстур, описаний вище.
Основна (найнижча) частота мікстури вибирається в такий спосіб. На значення однієї серії (назвімо її серією A) накладається значення іншої серії (Б) аналогічно до транспозиції: значення 1 в серії Б ніяк не вплине на значення серії А, а значення 3 збільшить його на 2 позиції. Таким чином при умові А=3 та Б=3 отримуємо число 5. Це число і визначає групу, в якій шукатимемо потрібну частоту далі (усіх груп є 9, група № 5 має в основі частоту 362 Гц).
Кожна група містить 5 наборів частот по 5 тонів (усі розпочинаються однією частотою, але мають різний інтервал між наступними значеннями). Отож, наступна серія (В) визначає порядковий номер набору частот, а ще одна серія (Г) вказує на конкретну частоту, наявну в цьому наборі. Якщо В=5, а Г=3, то ми отримуємо частоту 690 Гц.
На цій частоті будуватиметься потрібна мікстура. Вид мікстури (тобто інтервал між кожною з її 5-ти частот) визначається тією ж серією В. В такий спосіб, за умови А=3, Б=3, В=5, Г=3, ми отримуємо мікстуру з частотами 690, 952, 1310, 1810, 2500 Гц.
Потреба використання двох серій для вибору однієї з 9-ти груп зумовлена тим, що груп є більше, ніж можливих значень однієї серії (адже використовуються 5-значні серії). Тому композитор додав ще серію транспозиції, і при максимальних значеннях обох серій (А та Б) отримуємо максимальне значення групи: 9 (адже транспозиція на квінту піднімає звук на 4 тони).
Для уникнення синхронного руху всіх чотирьох серій композитор уводить ще одну серію (С), значення якої регулюють кількість повторів одного значення серії A та В стосовно до значень серії Г (які не зазнають послідовних повторів). Натомість значення серії Б змінюється спершу лише на перетині першої та другої частин твору (Штокгаузен планував, щоб ця серія змінювалась тільки на перетині частин, але згодом зробив певні коректури). Натомість, в третій та четвертій частинах серія Б змінюється синхронно із серіями А та В.
П'ята частина є трактована вільніше й поєднує в собі способи організації із попередніх частин.

#### Час появи і звучання
Тривалості звучання мікстур організовані ідентично до частот з тією відмінністю, що групування «перевернуте» вертикально: якщо основна частота групи частот № 1 мала найнижче значення (100 Гц), то основна тривалість групи тривалостей № 1 має найбільше значення — 119 см плівки (найменше значення — 2.5 см).
Для часу появи мікстури аналогічним способом обчислюються додаткові часові значення (в см плівки). Ці значення є відносними до попереднього, тобто кожне наступне значення відраховується від попереднього, а не від початку твору.
Як вже було сказано, кожна частина твору має свої відмінності. Це впливає, насамперед, на часову організацію мікстур тонів. Послідовності з кількох мікстур тонів об'єднуються у групи (до 5 мікстур), які в різних частинах трактуються по-різному.
У першій частині мікстури тонів розташовані послідовно, при тому мікстури в межах однієї групи розташовані безпосередньо після першої мікстури, тобто для таких груп враховується тільки значення початку першої мікстури в групі (решта значень пропускаються, оскільки час початку мікстури залежить від довжини попередньої).
В другій частині мікстури в групі накладаються одна на одну. Вони повинні або розпочинатись, або завершуватись разом. Довжини в цій частині додаються одна до одної: якщо в групі є 3 мікстури, які розпочинають звучати разом, то довжина другої мікстури включатиме в себе також довжину першої, а довжина третьої — попередніх обох.
В третій частині кожна мікстура розташована окремо. Четверта частина використовує подібний до другої спосіб: мікстури накладаються одна на одну. П'ята частина поєднує в собі як послідовний, так і синхронний виклад мікстур.

#### Гучності
Організація гучностей теж базується на 5-значних серіях з початкової матриці, описаної вище, і процес отримання значень гучності є наближеним до частот і довжин.

## Цікаві факти
Назва Studie II з'явилась не відразу: початково композитор планував, що твір матиме назву Bewegungen.